# 鳳南路
鳳南路為高雄市鳳山區的東西向道路，西起於保泰路口銜接永豐路，東止於保華一路口續接寶陽路。是往來鳳山五甲地區和牛寮地區的重要道路。本道路共分成兩個部份，臨海路為分段點。

## 行經行政區域
- 鳳山區

## 分段
鳳南路共分成二個部分：
- 鳳南路：西起於保泰路口銜接永豐路，東於臨海路口（中山高速公路五甲交流道）接鳳南一路。
- 鳳南一路：西於臨海路口接鳳南路，東止於保華一路口銜接寶陽路。

## 沿線設施
（由西至東）
- 鳳南路：
  - 台灣中油華豐站
  - 第一商業銀行五甲分行
  - 享溫馨KTV五甲店
  - 7-ELEVEN善志門市
  - 全家便利商店鳳山老爺店
  - 中山高速公路372 五甲
- 鳳南一路：
  - 高雄市立鳳翔國小
  - 7-ELEVEN鳳南門市
  - 高雄鳳凰山紫靈宮

## 相關連結
- 高雄市主要道路列表